# Mirigambar
Mirigambar is een bestuurslaag in het regentschap Tulungagung van de provincie Oost-Java, Indonesië. Mirigambar telt 4447 inwoners (volkstelling 2010).